# Wojna czarownic
Wojna czarownic – trylogia fantasy autorstwa Maite Carranzy, opowiadająca o nastoletniej czarownicy Anaíd. Akcja powieści jest osadzona w czasach współczesnych w Pirenejach. Pierwsza część cyklu, El clan de la lloba, została w 2006 roku wpisana na listę Białych Kruków Międzynarodowej Biblioteki Młodzieżowej, druga, El desert de gel, w 2007 została wyróżniona nagrodą Protagonista Jove przyznawaną przez Consell Català del LLibre Infantil i Juvenil.

## Powieści
- Klan wilczycy (kat. El clan de la lloba, Edebé, Barcelona 2005[3], wyd. polskie Wydawnictwo Jaguar, Warszawa 2008[4]). Anaíd jest czternastoletnią, niepozorną dziewczyną. Mieszka w pirenejskim miasteczku Urt. Jest nad wiek dojrzała i inteligentna, co nie wzbudza jednak sympatii rówieśników. Samotne życie Anaíd toczy się spokojnie aż do dnia, w którym znika jej matka – rudowłosa Selene. Nieoczekiwanie dziewczyna poznaje wielką tajemnicę skrywaną przez rodzinę.

- Lodowa pustynia (kat. El desert de gel, Edebé, Barcelona 2006[3], wyd. polskie Wydawnictwo Jaguar, Warszawa 2009[4]). Anaíd, której nadejście zapowiedziało proroctwo znajduje się w śmiertelnym niebezpieczeństwie. W czasie urodzinowej imprezy, nastolatka musi opuścić przyjaciół i zniknąć bez śladu. U boku znienawidzonej przez czarownice Odish matki, dziewczyna wyrusza w podróż. Selene opowiada córce swoją historię.

- Przekleństwo Odi (kat. La Maledicció d'Odi, Edebé, Barcelona 2007[3], wyd. polskie Wydawnictwo Jaguar, Warszawa 2010[4]). Anaíd posiada moc obu klanów czarownic: Omar i Odish. Jest obdarzona władzą. Otoczona bliskimi czuje się marionetką. Ucieka przed matką do swej babci i znajduje się w jeszcze większej pułapce. Powoli staje się kimś, kogo najbardziej obawiają się Omar – egoistyczną, skoncentrowaną na sobie czarownicą, która używa magii, by folgować własnym zachciankom. Musi zebrać dość sił, by zmierzyć się z ciemną stroną swojego charakteru.